# 楊鎔
楊鎔（1537年—？年），字德夫，号復城，四川嘉定州榮縣人，民籍，

## 生平
九月十一日生，行二，治《詩經》，由縣學附學生中式四川鄉試第六十一名舉人，嘉靖四十一年（1562年）壬戌科禮部會試第一百五十二名，年二十九歲中式嘉靖四十四年乙丑科第三甲第一百四十四名進士。都察院观政，授湖广应城知县，隆慶二年六月擢升刑部主事，隆慶三年（1569年）閏六月改户科给事中，劾奏兵部尚书霍冀、工部左侍郎徐纲各贪庸不职状，四年三月升刑科右给事，六年七月因考察降调外任，萬曆元年（1573年）三月贬濬县县丞，四月升本县知县。三年三月升南京大理寺评事，十月升南京兵部主事，五年十二月累官南京礼部郎中。万历九年（1581年）二月致仕，加四品服色

## 家族
曾祖楊桂山；祖楊燾，知州；父楊地載；母程氏。慈侍下，妻徐氏，兄錠；銓；鑰，弟錀。